# Керморок
Керморок (фр. Kermoroc'h) насеље је и општина у Француској у региону Бретања, у департману Обале Армора.
По подацима из 2009. године у општини је живело 411 становника, а густина насељености је износила 67 становника/km².

## Демографија
| 1962. | 1968. | 1975. | 1982. | 1990. | 2011. |
| ----- | ----- | ----- | ----- | ----- | ----- |
| 344   | 326   | 284   | 283   | 268   | 420   |